# Jady, ili Vsemirnaja istorija otravlenij
Jady, ili Vsemirnaja istorija otravlenij (Яды, или Всемирная история отравлений) è un film del 2001 diretto da Karen Georgievič Šachnazarov.

## Trama
Il film è ambientato a Mosca nel 2000. Il film racconta di un fabbro che porta via la moglie all'attore Oleg, che di conseguenza si ubriaca in un bar e lì incontra un pensionato, Prochorov, che gli offre di avvelenare l'autore del reato per vendicarsi.